# 晦-つきこもり
『晦󠄀-つきこもり』は、1996年3月1日に日本のバンプレストから発売されたホラーアドベンチャーゲーム。サブタイトルは本作における晦󠄀の読み。従って実質のタイトルは「晦󠄀」1字である。

## 概要
同社の『学校であった怖い話』（1995年）の続編。祖母の法要に集まった6名の親戚から怪談話を聞くというコンセプトのサウンドノベル形式の作品。前作に引き続き話を聞く順番を変える事で話の内容が変化するシステムとなっている。
開発はパンドラボックスが行い、プロデューサーは前作を手掛けた飯島健男、監督はPlayStation用ソフト『学校であった怖い話S』（1996年）を手掛けた喜久川馨、音楽は同じく『学校であった怖い話S』を手掛けた堀口貴史が担当している。
後にバーチャルコンソール対応ソフトとして、2012年にWii、2016年にWii Uにて配信された。

## ゲーム内容

### システム
画面に表示される文章を読んでいき、途中で現れる選択肢を選ぶサウンドノベル形式のアドベンチャーゲーム。
主人公は六人の語り部の中から一話ずつ怖い話を聞き、全員聞き終えた後の六人目に応じた七人目（七話目）の話を無事聞き終える事が目的という、同社制作の前作と同様のゲームシステムになっている。
システムの詳細は前作を参照。主な変更点は次に挙げる通り：
- 語り部のグラフィックパターンが複数用意された。
- 選択肢が増えた[3]。
- 話の舞台が建物一箇所以外に及ぶことで、シナリオがバラエティに富んだ内容を取り扱う事が可能になった[3]。
- バッドエンドのパターンが増えた[3]。

攻略サイトを閲覧しながらでないのであれば何度もゲームオーバーを繰り返して正しいルートを覚える必要があり、いわゆる「覚えゲー」の要素を持つ。
前作では [スタートボタン] を押す事により、話している最中の語り部の話を最初から聞き直したり、以前までの話を語り終えた語り部を一人単位で聞き直し、その聞き返した語り部以後の順番を再度任意選択できる機能が盛り込まれていたが本作では使用不可能になっている。
キャストは一部を除き、前作に同じく語り部に扮した開発スタッフ。また、前作で語り部を担当した人物も端役として出演している。キャラクターとしては前作から風間が特別出演し、キャストも同一人物である。
本作の主人公は女性であるが、当時のサウンドノベル形式のゲームとしては珍しかった。

### 前作との比較
前作にて監督をつとめた飯島健男は、本作を「笑いのない、あってはならない正統派の怪談物作品として制作した」と付属のマニュアル上で発言した。
メニューで本編未使用の曲を試聴できる。BGMや効果音が豊富になった。前作はピアノ曲であったが、今作においてはオルゴール曲を採用している。

## 設定

### ストーリー
春休み、主人公は祖母の七回忌法要のため、家族3人で田舎にある本家へと帰る。故人を偲ぶ式も終わり、親戚一同は飲みながら積もる話に花を咲かせていた。
主人公・前田葉子もグループで集まって談笑していると、従兄弟の真田泰明が突拍子もないことを言い出した。「七回忌の夜、怖い話をし合うと死者が蘇るっていうよな」
叔母の藤村正美が嫌がるも、一同は怖い話をするため使っていない客間に移る。
一方、いつもは来ている和弘が、遅くとも3時までに来ると言っていたのにもかかわらず、9時になってもまだ来ない。一同が不安に思う中、使われていない空き間が賑わっているのを不思議に思って覗きに来た本家の嫁前田和子が怖い話に参加する。なんでも彼女曰く、この客間が使われていないのは、ここには出るからだと言う。
その一言が口火となり、暗く長い夜が始まった…。

### シナリオ一部紹介（抜粋／概略）
シナリオの総数は隠しシナリオを合わせ、総数48本。選択肢によっては一つの話から複数のシナリオに派生する。選択肢によっては主たるシナリオから外れた短い話をしてくれる場合もある。怖い話というより不思議な話もいくつかある。
赤い靴の女の子→晦󠄀
葉子の祖母が三つの頃に神社で願かけをしている赤い靴を履いた女の子と知り合った。その子のお願いは、母親の病気を治して欲しいというものだったが、祖母はうっかりその願かけを邪魔してしまい、その直後にその子の母親は亡くなってしまう。そのため、祖母はその責任が自分にあると思い込んでしまい、祖母は自分の血をひく女の子に赤い靴の女の子の呪いがかからないように特別なお参りをするようになった。
続く第七話とセットの話になっており、作品タイトルの「晦󠄀（つきこもり）」の意味も語られる。短い結末が多い第七話の中ではほぼ最長のシナリオ。登場人物の隠された思惑が絡み合い、取り返しのつかない悲劇へとつながる。真の「晦󠄀（つきこもり）」というにふさわしいシナリオであり、難易度も相応に高くなっている。
わらし様
前田家同様に藁葺き屋根の古いお屋敷で暮らす、良夫のクラスメイト・立川。立川の屋敷に「わらし様」が出ると聞き、夏休みの自由研究として調べることに。良夫をはじめ数人のクラスメイトが立川の自宅に集まるが……
「わらし様」の正体は選択肢によって変化し、展開しだいでは思わぬ被害が出ることも。
ヒナキちゃん
前田家の近くにある誰のものともわからない私有地に青いリボンに青いスカートに青いセーラーの襟の青いセーラー服を着たヒナキちゃんと呼ばれる謎の少女が出没する。ヒナキちゃんと出会った人は恐ろしい目に逢うという…。
学園の財宝
哲夫が過去に体験した出来事。哲夫が初めて体験した冒険に関するシナリオで、彼が冒険家を目指すきっかけになった友人・ショーンとの出会いと別れが描かれている。
最高の悲鳴
他には見られない特殊な探索シーンが存在。メーターが設定されており、移動ごとにライフが削られて、行動の結果によってエンディングが変化する。このシナリオを含め、本作には計三本の探索シナリオが用意されているが、難易度の高さやシナリオの広がりなどに関してやや賛否の声が多い部分である。
自殺の名所
由香里が語るシナリオ。彼女の知るあるアルバイトに関する話だが、ひとつの話が終わっても、話に登場する先輩に関する話を続けてくれる。一本道ですぐに終わるシナリオも本作には存在しているが、このシナリオのように一話内に豊富な分岐が用意されている話もある。
転校生の秘密
良夫のクラスに園部茜という女の子が転校してきた。園部茜は頭がよくて運動神経も抜群、性格のいい美少女だが、彼女が転校してから不可解な事件が発生する。展開によっては隠しシナリオに続き、少女の隠された正体が明らかとなる。
死を招くベッド
使うと患者が死んでしまうとされる死のベッド。死のベッドは長年使わないことになっていたが、ある交通事故によって急増した急患を受け入れるため、どうしても死のベッドを使わざるを得なくなる。そして、その死のベッドを使った患者が直面した恐怖とは…。
最高難度を誇るシナリオ。ほぼすべての結末がバッドED。反面、語り部の不気味さも相まって恐怖度は高い。
近所七不思議
良夫の知る七不思議「本当にいた人面犬」「魂を食らう魔の公衆トイレ」「不気味な老婆 ピンクさん」「浮ヶ森に住むモノノケ様」「絶対に幽霊が出る公民館」「生きている骸骨」「死の世界に引きずり込まれる空き地」を順不同に選んでいく。
選択肢の無い話もあるが、思わぬ形でバッドエンドを迎える話もあり、晦󠄀の特徴である豊富な展開の奥深さが感じ取れるシナリオである。
子守りのバイト
由香里がある屋敷に子守のアルバイトとして雇われた。そこで非常に気味の悪い出来事が起こったというが…。
特定の選択肢を選び、次の話に和子と良夫のどちらかを選ぶと、それぞれ別の隠しシナリオが発生する。話数にして三話分がこのシナリオに当てられており、ある意味裏「晦󠄀（つきこもり）」とも言える特殊なシナリオとなっている。
洋館に宿った尾岳冬良の魂
ある文学の大家が書いた作品をドラマ化する際、泰明がプロデュースを行った。撮影開始の前夜、泰明は舞台となる洋館にスタッフ達と共に肝試しに向かうが、彼らは館に閉じ込められ…。
洋館を舞台とした探索アドベンチャーとなっており、多数の部屋を回って脱出を目指す。しかし、結末は実は冒頭の選択肢の時点で決まっている。
石の話
語り部6人が話をしたが、それには同じような石が出ており、全員が今も話に出ていた石を持っていた。それらの石はつなぎ合わせることが出来、6つの石が1体の石人形になった…。
前作の「仮面を付けた制服の少女」同様、全ての語り部で特定の結末を経た場合のみ分岐する隠しシナリオ。しかし分岐も量もそちらに比べて非常に少ない。
風間さん（ある絵画・田舎の森・行商人・迷惑な患者・降霊術・披露宴・過去の事件・風間登場）
語り部全員に各一話ずつ風間が登場するシナリオが存在している。なお、第七話は通常・隠しの2パターン存在する為、48話中8話、風間シナリオが存在することになる。
選択肢によっては多少ホラー風味の展開にもなるが、一部を除いて大半が荒唐無稽な喜劇となっている。意表をついた展開やバッドEDのトンデモっぷりは作中随一である。

## 登場人物
全キャラクターに共通して、シナリオ・エンディングによっては裏表のある性格として描かれていることもある。

### 主人公
前田葉子（まえだ ようこ）
- 年齢:15歳
- 職業:中学生

中学を卒業し、今年で私立の女子高校の一年生になる女の子。立場上は語り部の一人ではあるが、作品中では聞き手に回るため、本人が怪談を語る機会はない。真田泰明に好感を抱く一方で、その様子をからかう前田良夫を嫌う。名前は姓名共に変更可能で、上の姓名があらかじめ設定されており、オープニングデモではこの姓名で進行する。性別は固定。
ごく普通の少女であるが、話の展開によって非常にコミカルな思考や言動も見せる。選択肢も性格を表した内容のものが多く、他の語り部に比べて極端な豹変シーンは少ない。展開によっては良夫や哲夫と結ばれるエンディングもあるが、憧れの泰明への想いが成就する展開は存在しない。

### 語り手
前田和子（まえだ かずこ）
演 - 飯島貞子
- 年齢:53歳
- 職業:主婦

本家の嫁で葉子の義理の叔母。息子に良夫がいる。地域の伝統に根ざした怖い話を語ることが多い。主人公の姓を変更した際には、主人公の姓と同じになる。
温厚で朗らかな性格で、主人公に対しても親しみのある態度で接する。
本家の跡取り息子である良夫への愛情は非常に深いものがあり、展開によっては家や良夫を想うあまり残酷な行動に出る場面もある。
あるシナリオで由香里と言い争う場面があり、我の強い由香里とはそりが合わないような場面も見られる。
前田良夫（まえだ よしお）
演 - 畑聡哲
- 年齢:11歳
- 職業:小学六年生

本家の一人息子。和子の息子で葉子の従兄弟。真田泰明に好意を抱く主人公をからかう。子供の噂話や子供の目線から見た怖い話を語る。主人公の姓を変更した際には、主人公の姓と同じになる。
語り手の中では最年少である。
主要な物語の中で重要な位置にいる場合が多く、主人公の相手役の立場であることも少なくない。
隠しシナリオの展開によって、普段の子供っぽさとは違う、大人びた面も見せる。展開によっては主人公と結ばれる結末も用意されており、主人公との結婚後の様子が見られるエンディングもある。
真田泰明（さなだ やすあき）
演 - 吉田博彦
- 年齢:33歳
- 職業:テレビ局プロデューサー

主人公の従兄弟で、この怪談の集まりの企画者。主人公にとって憧れの人で、歳のわりに若々しく、職業がプロデューサーという点もあるため、女性からの人気は高い。職業柄、業界の裏話に詳しいが、性質上、謎が謎のまま終わってしまう話も少なくない。その裏話の幾らかには、これも業界で生きていくためと自身も関与している。
展開によって性格が豹変する場面が非常に多く、最も裏表の激しい人物。主人公を殺害する展開もある。主人公と結ばれる結末は存在しておらず、それらしい選択肢を選んでも背筋の凍る結末に至る場合が多い。とは言え、上記の性格付けはバッドEDに応じた変容であり、身を挺して主人公をかばうような展開も存在する。
「ははっ」と笑うのが癖。また彼の話の冒頭にはある例外を除き、誰かから携帯電話に連絡が入る。
山崎哲夫（やまざき てつお）
演 - 森勇人
- 年齢:28歳
- 職業:自称冒険家

主人公の遠縁の親戚。自身は世界を回る冒険家を自負しているが、主人公が言うには鈴木由香里に同じくフリーターだそうである。ガハハと声を上げて笑う豪快な性格で、興味ある話題を話し出すと止まらない。意外と話自体はスタンダードなものが目立つ。
山をこよなく愛し、話に熱が入りすぎて興奮状態に陥る場合も。シナリオによっては、幼い頃は気弱な性格であったことが明かされるなど、意外な側面を持ち合わせていることも多い。一途で純情な性格はほぼ全てのシナリオで共通しており、豹変することはあっても、残忍な顔を見せることはほとんど無い。良夫同様、主人公といい仲になる結末も存在する。　　
鈴木由香里（すずき ゆかり）
演 - 山口奈津江
- 年齢:20歳
- 職業:フリーター

主人公の遠縁の親戚。高校卒業後、花嫁修業と称して職を転々としているフリーター。冷めた目で世を斜めに見て、時に残酷な語りをする。変わった仕事、言い換えるなら危険なアルバイト経験が多いらしく、話題は豊富。主人公を妹のように可愛がっている。
霊感があるらしく、実体験と称して不思議な出来事を語る話もある。展開によっては自分の考えを通すため危険な行動に出る場合もある。やや自己中心的で我が強い性格である。隠しシナリオで祖父が前田家の血筋であると語られている。
藤村正美（ふじむら まさみ）
演 - 榎本三幸
- 年齢:26歳
- 職業:看護婦

主人公の遠縁の親戚。某県の大病院で看護婦をつとめる。美人で、患者に献身的に尽くす様が言動からもうかがえるが、その方向性がどこか微妙に歪んでいる危険人物でもある。職業柄、生と死に関連する話が多い。
会話の中で主人公を試すような言動が多く見られる。
オカルトにも造詣が深い面を多く見せ、シナリオによっては催眠術や霊能力めいた力を使う展開もある。ちなみに、彼女の顔グラフィック中、怒り顔はかなり珍しいものである。

### その他
和弘（かずひろ）
七回忌の日に午後3時までに前田家に来る予定だったが、何故か午後9時になっても現れない参加者。シナリオの展開次第では登場する。泰明とは互いに呼び捨てにする間柄であることから、泰明と同じくらいの30歳代と年齢とされる。
風間望（かざま のぞむ）
前作からの特別出演。
シナリオの展開で、全ての話に登場させる事も可能。条件を満たせば第七話の隠しシナリオも発生する。
登場頻度は非常に多く、専用のBGMも存在する。

## 出演
- 真田泰明 - 吉田博彦
- 前田和子 - 飯島貞子
- 山崎哲夫 - 森勇人
- 鈴木由香里 - 山口奈津江
- 藤村正美 - 榎本三幸
- 前田良夫 - 畑聡哲
- 風間 - 越谷勝治（特別出演）

- 朝桐三喜
- 伊藤貴徳
- 上野かおり
- 大池叙子
- 岡山憲一
- 小野剛
- 河西貴則
- 蚊爪麗香
- 狩野芳
- 川上俊則
- 喜久川馨
- 久保聡宏
- 小早川大
- 五反田成高
- 末吉邦哲
- 杉原正教
- 田村大輔
- 坪川朗人
- 中島まゆみ
- 南部佳絵
- 根本一朗
- 濱本浩志
- 早川奈津子
- 平田慎弥
- 平野真希
- 藤田正美
- 二見康生
- 古川猛
- 堀口貴史
- 村田春子
- 矢野史子

## 移植版
| No. | タイトル      | 発売日       | 対応機種           | 開発元           | 発売元       | メディア                                      | 型式 | 備考 | 出典        |
| --- | ------------- | ------------ | ------------------ | ---------------- | ------------ | --------------------------------------------- | ---- | ---- | ----------- |
| 1   | 晦󠄀-つきこもり | 1998年1月1日 | スーパーファミコン | パンドラボックス | バンプレスト | フラッシュロムカセット （ニンテンドウパワー） | -    |      |             |
| 2   | 晦󠄀-つきこもり | 2012年6月5日 | Wii                | パンドラボックス | バンナム     | ダウンロード                                  | -    |      | [ 4 ]       |
| 3   | 晦󠄀-つきこもり | 2016年9月7日 | Wii U              | パンドラボックス | バンナム     | ダウンロード                                  | -    |      | [ 5 ] [ 6 ] |

## 制作スタッフ
- オープニングシナリオ/プロデュース：飯島健男
- 監督・演出：喜久川馨
- 演出補佐：五反田成高、坪川朗人、伊藤貴徳
- 設計・技術：五反田成高
- 語り部シナリオ（原作・脚本）：古川猛（担当：真田泰明）、早川奈津子（担当：藤村正美・前田良夫）、小嶋早紀子（担当：前田和子）
川上俊則（担当：山崎哲夫）、大池叙子（担当：鈴木由香里）
- 音響：堀口貴史
- 撮影・特殊効果：瀧本和是
- 美術：喜久川馨、濱本浩志、中島まゆみ、朝桐三喜、岡山憲一、平田慎弥、藤田正美、矢野史子

## 評価
ゲーム誌『ファミコン通信』の「クロスレビュー」では合計26点（満40点）、『ファミリーコンピュータMagazine』の読者投票による「ゲーム通信簿」での評価は以下の通り、20.1点（満30点）となっている。
| 項目 | キャラクタ | 音楽 | お買い得度 | 操作性 | 熱中度 | オリジナリティ | 総合 |
| 得点 | 3.4        | 3.6  | 3.2        | 3.3    | 3.5    | 3.1            | 20.1 |

## 関連書籍
- 晦󠄀 勁文社 1996年4月 ISBN 4-7669-2462-2
- 晦󠄀-つきこもり必勝攻略法 双葉社 1996年4月 ISBN 4-575-28574-9